# ماتياس ويبر
ماتياس ويبر (بالألمانية: Matthias Weber) (و. 1928 – 2006 م) هو عالم اقتصاد، وأستاذ جامعي، من ألمانيا، توفي في هيلسهايم، عن عمر يناهز 78 عاماً.

## جوائز
حصل على جوائز منها:
- وسام استحقاق جمهورية ألمانيا الاتحادية.